# Campionati europei di nuoto 2010 - 100 metri stile libero femminili
Le qualifiche per la semifinale si sono svolte la mattina del 10 agosto 2010, mentre la semifinale si è svolta la sera dello stesso giorno. La finale, invece, si è svolta la sera dell'11 agosto 2010.

## Medaglie
| Posizione | Atleta                  | Paese       |
| --------- | ----------------------- | ----------- |
| Oro       | Francesca Halsall       | Regno Unito |
| Argento   | Aljaksandra Herasimenja | Bielorussia |
| Bronzo    | Femke Heemskerk         | Paesi Bassi |

## Record
Prima della manifestazione il record del mondo (RM), il record europeo (EU) e il record dei campionati (RC) erano i seguenti.
| Record mondiale       | 52"07 | Britta Steffen Germania | 31 luglio 2009 Roma, Italia      |
| Record europeo        | 52"07 | Britta Steffen Germania | 31 luglio 2009 Roma, Italia      |
| Record dei campionati | 53"30 | Britta Steffen Germania | 2 agosto 2006 Budapest, Ungheria |

Durante la competizione non sono stati migliorati record.

## Risultati batterie
Sono ammesse alla semifinale solo due atlete per nazione.
| Pos. | Atleta                  | Nazionalità   | Tempo       | Batteria    | Corsia      | Note        |
| ---- | ----------------------- | ------------- | ----------- | ----------- | ----------- | ----------- |
| 1    | Aljaksandra Herasimenja | Bielorussia   | 54.13       | 6           | 5           |             |
| 2    | Femke Heemskerk         | Paesi Bassi   | 54.43       | 7           | 4           |             |
| 3    | Francesca Halsall       | Gran Bretagna | 54.54       | 6           | 4           |             |
| 4    | Jeanette Ottesen        | Danimarca     | 54.57       | 6           | 6           |             |
| 5    | Evelyn Verrasztó        | Ungheria      | 54.70       | 7           | 3           |             |
| 6    | Daniela Schreiber       | Germania      | 54.94       | 7           | 5           |             |
| 6    | Josefin Lillhage        | Svezia        | 54.94       | 7           | 6           |             |
| 8    | Sarah Sjöström          | Svezia        | 54.95       | 5           | 5           |             |
| 9    | Margarita Nesterova     | Russia        | 54.99       | 7           | 1           |             |
| 10   | Silke Lippok            | Germania      | 55.04       | 6           | 3           |             |
| 11   | Daniela Samulski        | Germania      | 55.09       | 5           | 4           |             |
| 12   | Amy Smith               | Regno Unito   | 55.19       | 5           | 3           |             |
| 13   | Katarzyna Wilk          | Polonia       | 55.21       | 5           | 2           |             |
| 14   | Veronika Popova         | Russia        | 55.24       | 7           | 2           |             |
| 15   | Ágnes Mutina            | Ungheria      | 55.55       | 6           | 2           |             |
| 16   | Eszter Dara             | Ungheria      | 55.66       | 3           | 8           |             |
| 17   | Theodora Drakou         | Grecia        | 55.73       | 3           | 3           |             |
| 18   | Elise Bouwens           | Paesi Bassi   | 55.86       | 7           | 8           |             |
| 19   | Birgit Koschischek      | Austria       | 55.97       | 5           | 1           |             |
| 19   | Nina Rangelova          | Bulgaria      | 55.97       | 6           | 8           |             |
| 21   | Chiara Masini Luccetti  | Italia        | 56.21       | 4           | 4           |             |
| 22   | Annelies De Mare        | Belgio        | 56.22       | 5           | 7           |             |
| 23   | Ilse Kraayeveld         | Paesi Bassi   | 56.31       | 5           | 6           |             |
| 24   | Svetlana Fedulova       | Russia        | 56.32       | 5           | 8           |             |
| 25   | Anna Stylianou          | Cipro         | 56.36       | 3           | 2           |             |
| 26   | Jessica Sylvester       | Gran Bretagna | 56.39       | 4           | 6           |             |
| 27   | Dar'Ya Stepanyuk        | Ucraina       | 56.44       | 3           | 5           |             |
| 28   | Katarina Filova         | Slovacchia    | 56.54       | 4           | 7           |             |
| 29   | Erika Ferraioli         | Italia        | 56.57       | 6           | 7           |             |
| 30   | Yuliya Khitraya         | Bielorussia   | 56.63       | 2           | 3           |             |
| 31   | Nathalie Lindborg       | Svezia        | 56.64       | 6           | 1           |             |
| 32   | Cecilie Johannessen     | Norvegia      | 56.66       | 4           | 2           |             |
| 33   | Ionela Cozma            | Romania       | 56.69       | 3           | 4           |             |
| 34   | Daria Belyakina         | Russia        | 56.70       | 4           | 3           |             |
| 35   | Jolien Sysmans          | Belgio        | 56.89       | 4           | 8           |             |
| 36   | Miroslava Najdanovski   | Serbia        | 56.93       | 4           | 1           |             |
| 37   | Valeriya Podlesna       | Ucraina       | 56.94       | 3           | 1           |             |
| 38   | Nina Sovinek            | Slovenia      | 57.09       | 3           | 7           |             |
| 39   | Yana Parakhouskaya      | Bielorussia   | 57.25       | 2           | 7           |             |
| 40   | Nadiya Koba             | Ucraina       | 57.36       | 3           | 6           |             |
| 41   | Marva Harpak            | Israele       | 57.39       | 1           | 8           |             |
| 41   | Andjelka Petrovic       | Serbia        | 57.39       | 2           | 8           |             |
| 43   | Burcu Dolunay           | Turchia       | 57.40       | 2           | 2           |             |
| 44   | Clare Dawson            | Irlanda       | 57.72       | 2           | 4           |             |
| 44   | Verena Klocker          | Austria       | 57.72       | 2           | 6           |             |
| 46   | Julia Fehervari         | Ungheria      | 57.77       | 2           | 5           |             |
| 47   | Mirosalva Syllabova     | Slovacchia    | 57.91       | 2           | 1           |             |
| 48   | Linda Laihorinne        | Finlandia     | 57.93       | 1           | 5           |             |
| 49   | Monika Babok            | Croazia       | 57.94       | 1           | 2           |             |
| 50   | Aiste Dobrovolskaite    | Lituania      | 58.42       | 1           | 7           |             |
| 51   | Marlene Niemi           | Finlandia     | 58.68       | 1           | 3           |             |
| 52   | Annika Saarnak          | Estonia       | 58.82       | 1           | 6           |             |
| 53   | Oxana Serikova          | Ucraina       | 58.94       | 1           | 4           |             |
| 54   | Tess Grossmann          | Estonia       | 59.18       | 1           | 1           |             |
|      | Silvia Di Pietro        | Italia        | non partita | non partita | non partita | non partita |
|      | Gabriella Fagundez      | Svezia        | non partita | non partita | non partita | non partita |

## Semifinale
| Pos. | Atleta                  | Nazionalità   | Batteria | Corsia | Tempo | Note |
| ---- | ----------------------- | ------------- | -------- | ------ | ----- | ---- |
| 1    | Sarah Sjöström          | Svezia        | 2        | 6      | 54.01 |      |
| 2    | Femke Heemskerk         | Paesi Bassi   | 1        | 4      | 54.09 |      |
| 3    | Francesca Halsall       | Gran Bretagna | 2        | 5      | 54.16 |      |
| 4    | Aljaksandra Herasimenja | Bielorussia   | 2        | 4      | 54.25 |      |
| 5    | Evelyn Verrasztó        | Ungheria      | 1        | 5      | 54.29 |      |
| 6    | Josefin Lillhage        | Svezia        | 1        | 3      | 54.60 |      |
| 7    | Daniela Schreiber       | Germania      | 2        | 3      | 54.71 |      |
| 8    | Katarzyna Wilk          | Polonia       | 2        | 7      | 54.95 |      |
| 9    | Margarita Nesterova     | Russia        | 1        | 6      | 54.96 |      |
| 10   | Veronika Popova         | Russia        | 1        | 7      | 55.08 |      |
| 11   | Silke Lippok            | Germania      | 2        | 2      | 55.15 |      |
| 12   | Amy Smith               | Regno Unito   | 1        | 2      | 55.24 |      |
| 13   | Ágnes Mutina            | Ungheria      | 2        | 1      | 55.47 |      |
| 14   | Theodora Drakou         | Grecia        | 1        | 1      | 55.63 |      |
| 15   | Nina Rangelova          | Bulgaria      | 1        | 8      | 55.88 |      |
| 16   | Elise Bouwens           | Paesi Bassi   | 2        | 8      | 55.95 |      |

## Finale
| Pos. | Atleta                  | Nazionalità   | Corsia | Tempo | Note |
| ---- | ----------------------- | ------------- | ------ | ----- | ---- |
|      | Francesca Halsall       | Gran Bretagna | 3      | 53.58 |      |
|      | Aljaksandra Herasimenja | Bielorussia   | 6      | 53.82 |      |
|      | Femke Heemskerk         | Paesi Bassi   | 5      | 54.12 |      |
| 4    | Sarah Sjöström          | Svezia        | 4      | 54.16 |      |
| 5    | Evelyn Verrasztó        | Ungheria      | 2      | 54.33 |      |
| 6    | Josefin Lillhage        | Svezia        | 7      | 54.84 |      |
| 7    | Daniela Schreiber       | Germania      | 1      | 55.11 |      |
| 8    | Katarzyna Wilk          | Polonia       | 8      | 55.15 |      |